# HIP 41378 c
HIP 41378 c （也稱為EPIC 211311380 c）是一顆圍繞F型恆星HIP 41378的系外行星。它的半徑大約為地球的2.7倍。